# Sergej Ustiugov
Sergej Aleksandrovitj Ustiugov (ryska: Сергей Александрович Устюгов), född 8 april 1992 i Mezjduretjenskij i Chantien-Mansien, är en rysk längdåkare som har tävlat i världscupen sedan januari 2013. Han vann ett VM-brons i stafetten vid världsmästerskapen i Val di Fiemme 2013. 
I världscupen har han till och med 2015 kommit på pallen fem gånger, varav två gånger högst upp, dels när han vann sprinten i Nové Město na Moravě i Tjeckien den 11 januari 2014, dels i sprintlagtävlingen i Otepää i Estland den 18 januari 2015.
Ustiugov deltog i olympiska vinterspelen 2014 med en femteplats i sprinten som enda resultat.
Ustiugov vann Tour de Ski 2016/2017 efter en tredjeplats 2016.

## Pallplatser i världscupen

### Individuellt
| Datum            | Plats                | Land     | Disciplin                     | Placering |
| ---------------- | -------------------- | -------- | ----------------------------- | --------- |
| 15 december 2013 | Davos                | Schweiz  | Sprint, fristil               | 3:a       |
| 11 januari 2014  | Nové Město na Moravě | Tjeckien | Sprint, fristil               | 1:a       |
| 23 januari 2015  | Rybinsk              | Ryssland | 15 km intervallstart, fristil | 3:a       |
| 24 januari 2015  | Rybinsk              | Ryssland | Sprint, fristil               | 2:a       |